# گوستاوو زاپاتا
گوستاوو زاپاتا (۱۵ اکتبر ۱۹۶۷) یک بازیکن فوتبال اهل آرژانتین است. وی در تیم ملی فوتبال آرژانتین بازی کرده است.